# Belváros (Szeged)
Szeged belvárosának őse a „Palánk” volt, mely a Tisza mellékágai közül kiemelkedő egyik szigeten alakult ki. A város magját és a vár körüli területet sokáig palánk, azaz kihegyezett cölöpökkel megerősített árkolt földsánc védte.
Itt voltak a jobb módú polgárok házai. Ezen a szigeten sóházak is voltak. Itt búza- és halpiacot és hetivásárt is tartottak.
A mai térképekre nézve nagyjából a nagykörút és a Tisza által határolt terület. A Belváros Szeged város közigazgatási, és kulturális központja. 

## Főbb épületek, építmények
Ebben a városrészben található: 
- a városháza és a Széchenyi tér,
- a Csongrád-Csanád vármegyei önkormányzat épülete,
- a Fogadalmi templom (Szegedi dóm) a Dóm térrel,
- a Fekete ház,
- a Szegedi Nemzeti Színház,
- a Móra Ferenc Múzeum,
- a Református palota,
- az Ungár–Mayer-palota,
- a Reök-palota,
- a Schäffer-palota,
- a Gróf palota,
- a Tóth Péter-ház,
- a Belvárosi Mozi,
- a fő sétálóutca, a Kárász utca,
- a Klauzál tér,
- a Virág Cukrászda és Kávéház,
- a Schulek Frigyes tervezte „kakasos” református templom,
- a Szegedi Tudományegyetem,
- a MÁV Rt. területi igazgatóságának épülete, mely Pfaff Ferenc tervei alapján készült 1894-ben,
- a Beregi-ház,
- a Somogyi Károly Városi és Megyei Könyvtár,
- az Anna fürdő,
- az Anna-kút,
- szobrok, pl. Dankó Pista márványszobra,

## Képek

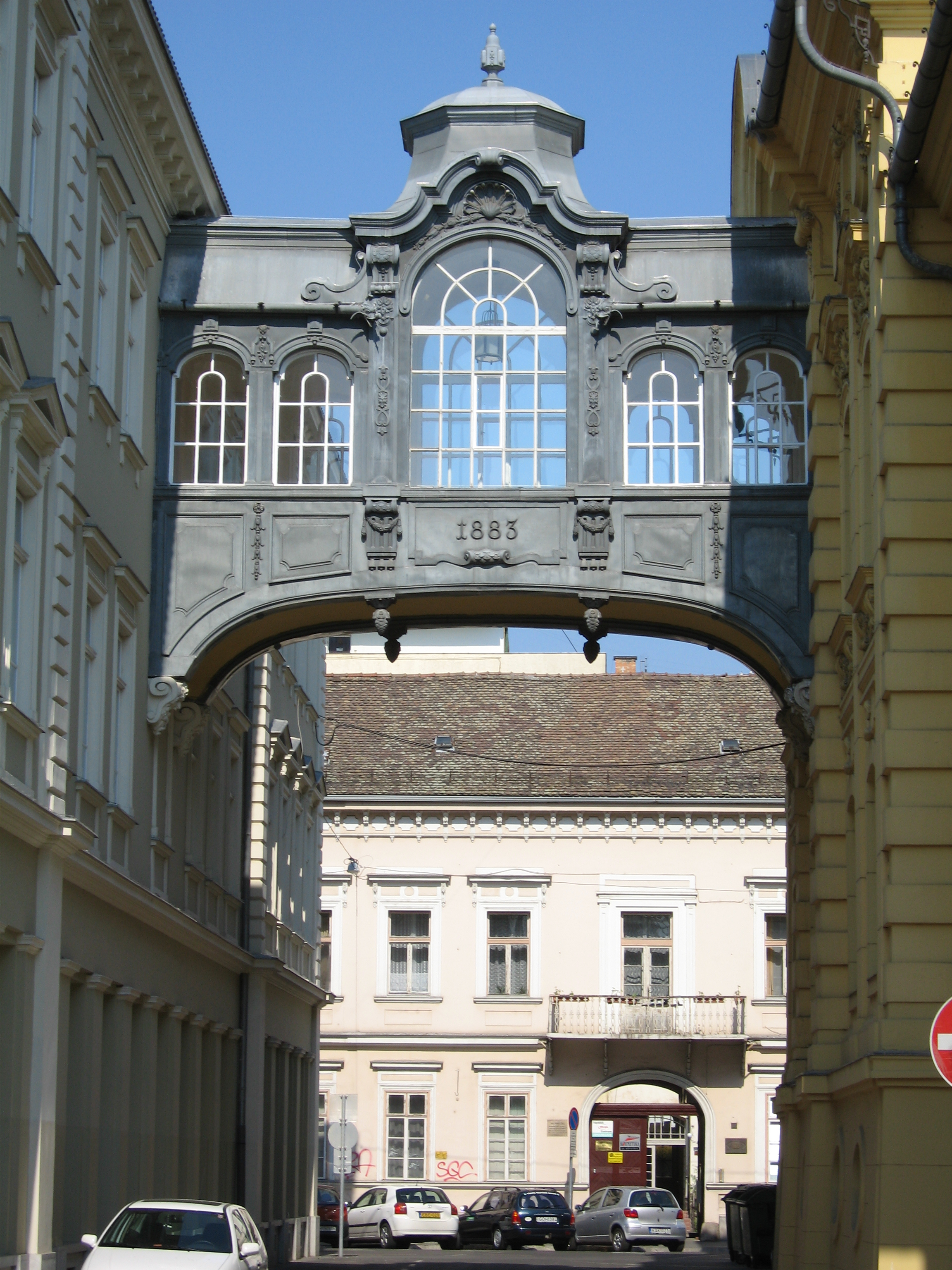
Sóhajok hídja, épült 1883-ban
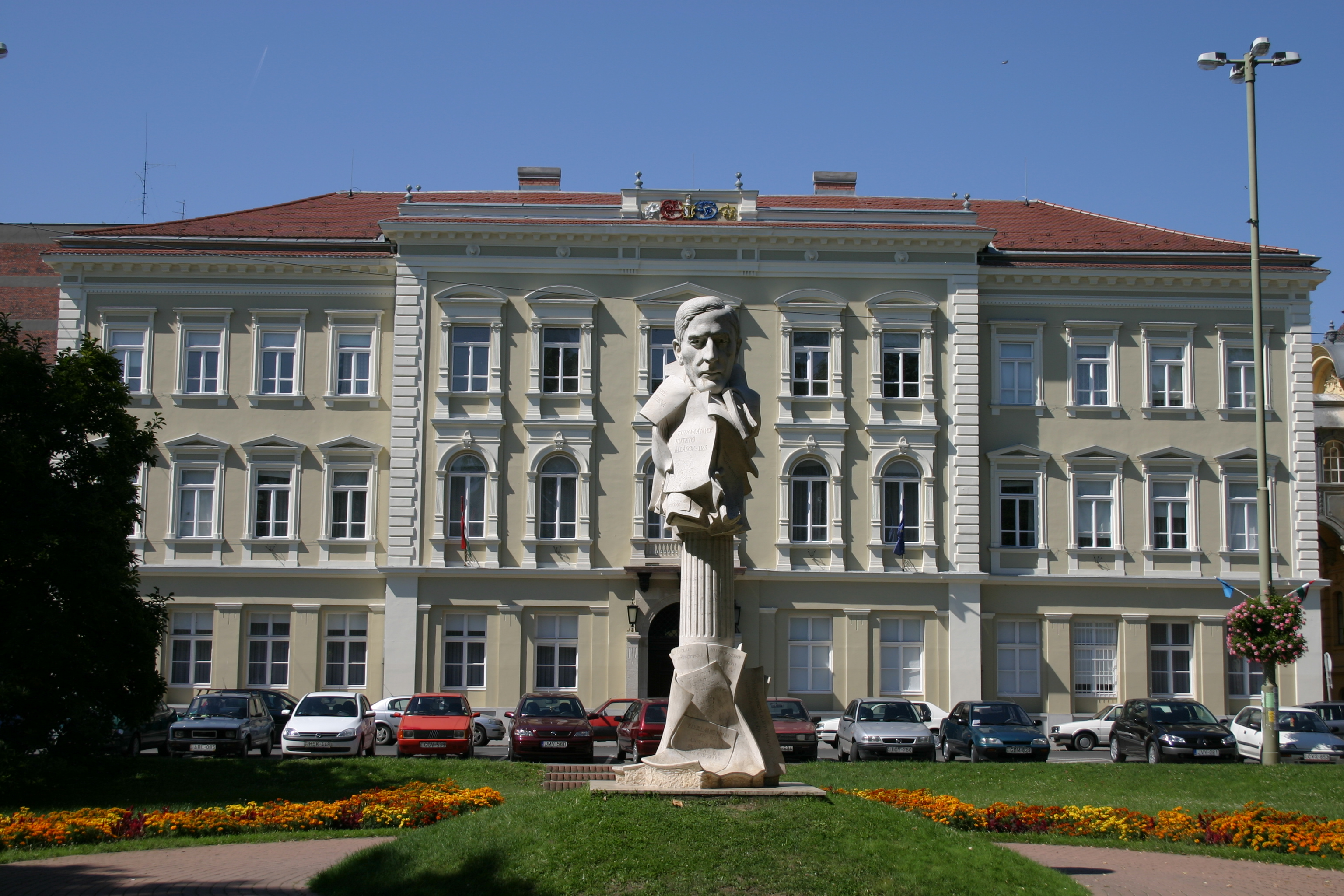
Klebelsberg Kuno szobra, Melocco Miklós alkotása 2000-ből
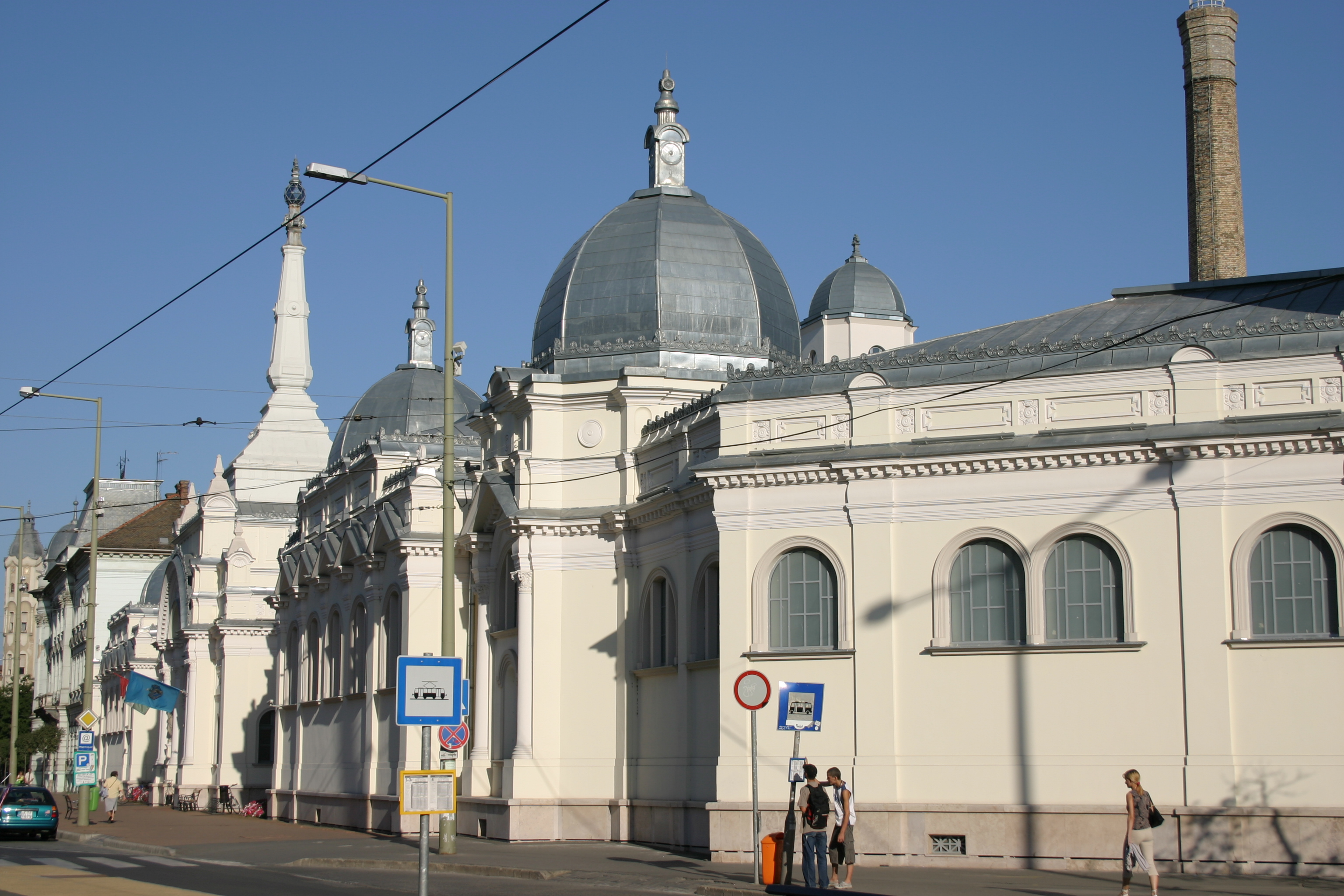
Anna fürdő 1896-ban épült Steinhardt & Lang tervei alapján
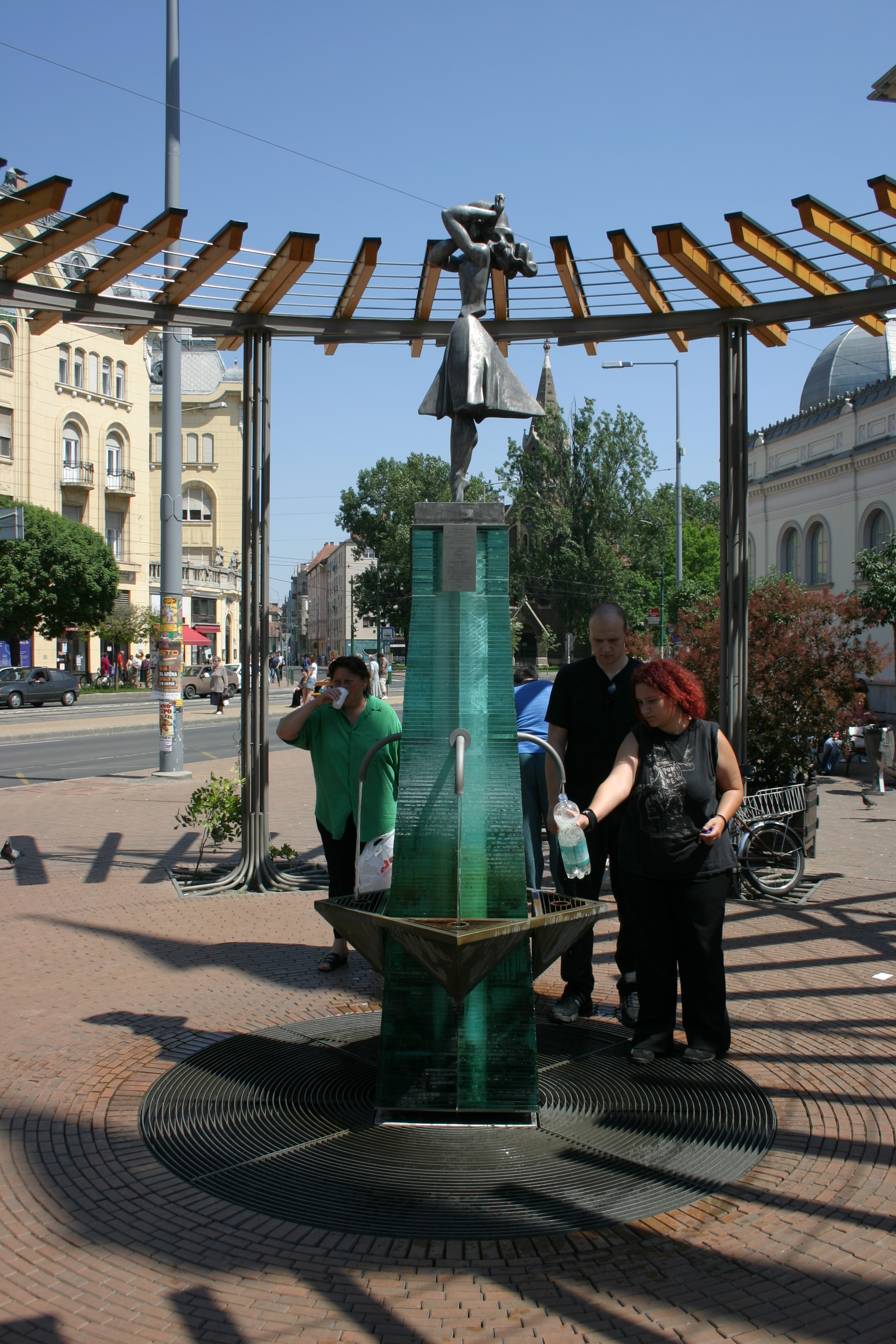
Anna kút 1927-ben fúrták, mélysége 944 m. Tetején a táncosnő szobra Csáky József alkotása
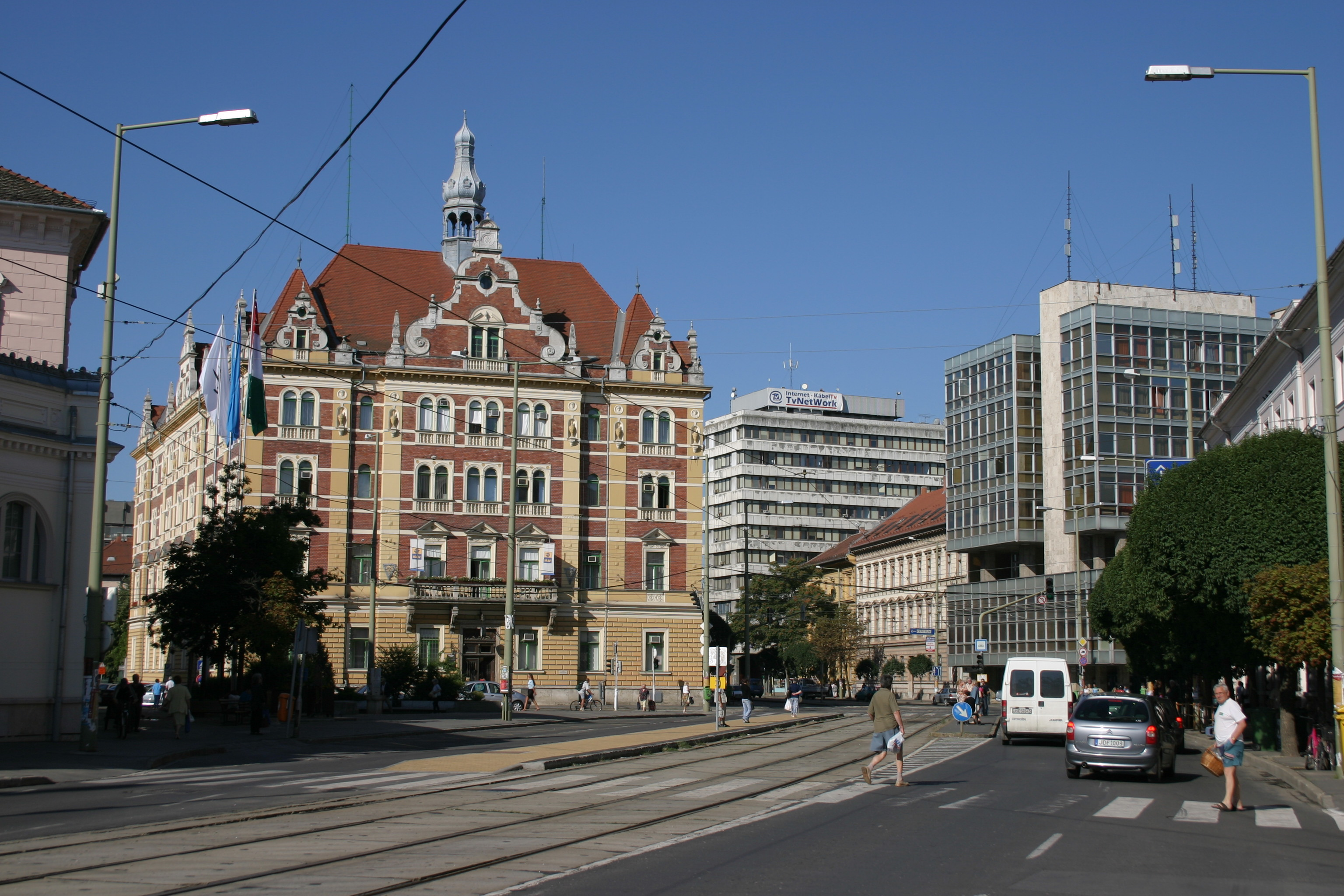
MÁV-épület, épült 1894-ben. Tervezte Pfaff Ferenc
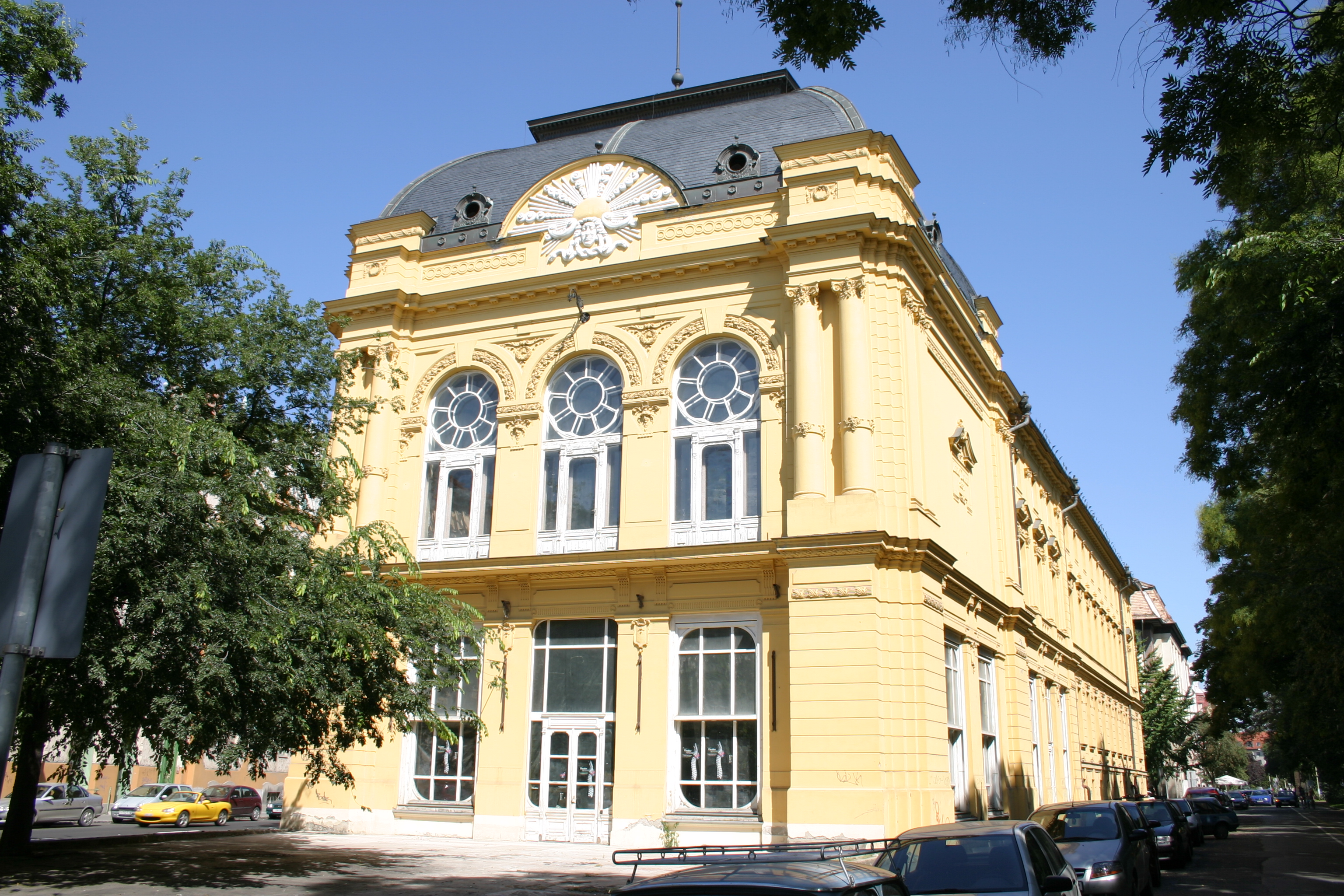
Kass szálló. Épült 1897-1898-ban. Tervezte Steinhardt Antal
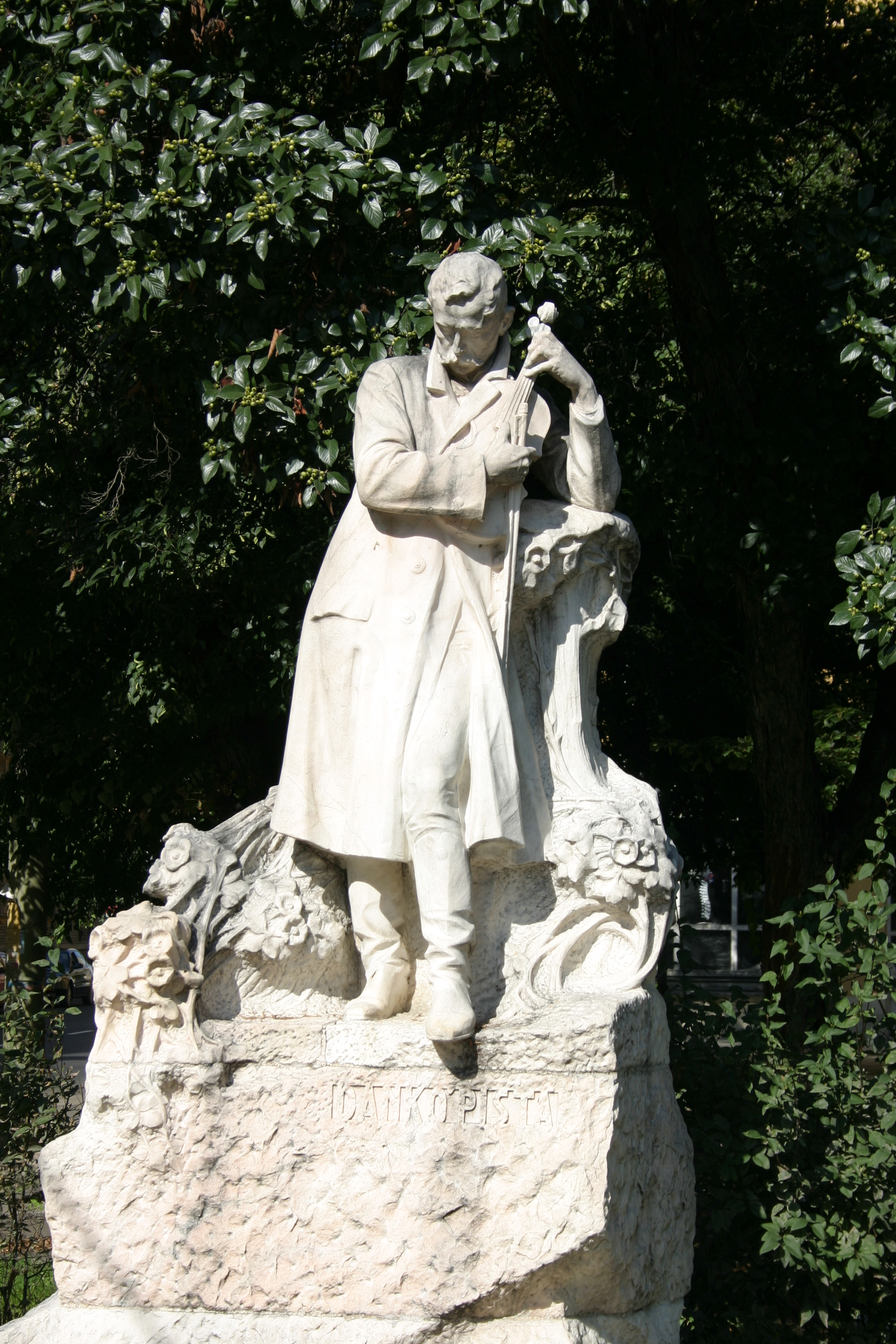
Dankó Pista szobra Margó Ede alkotása 1912-ből
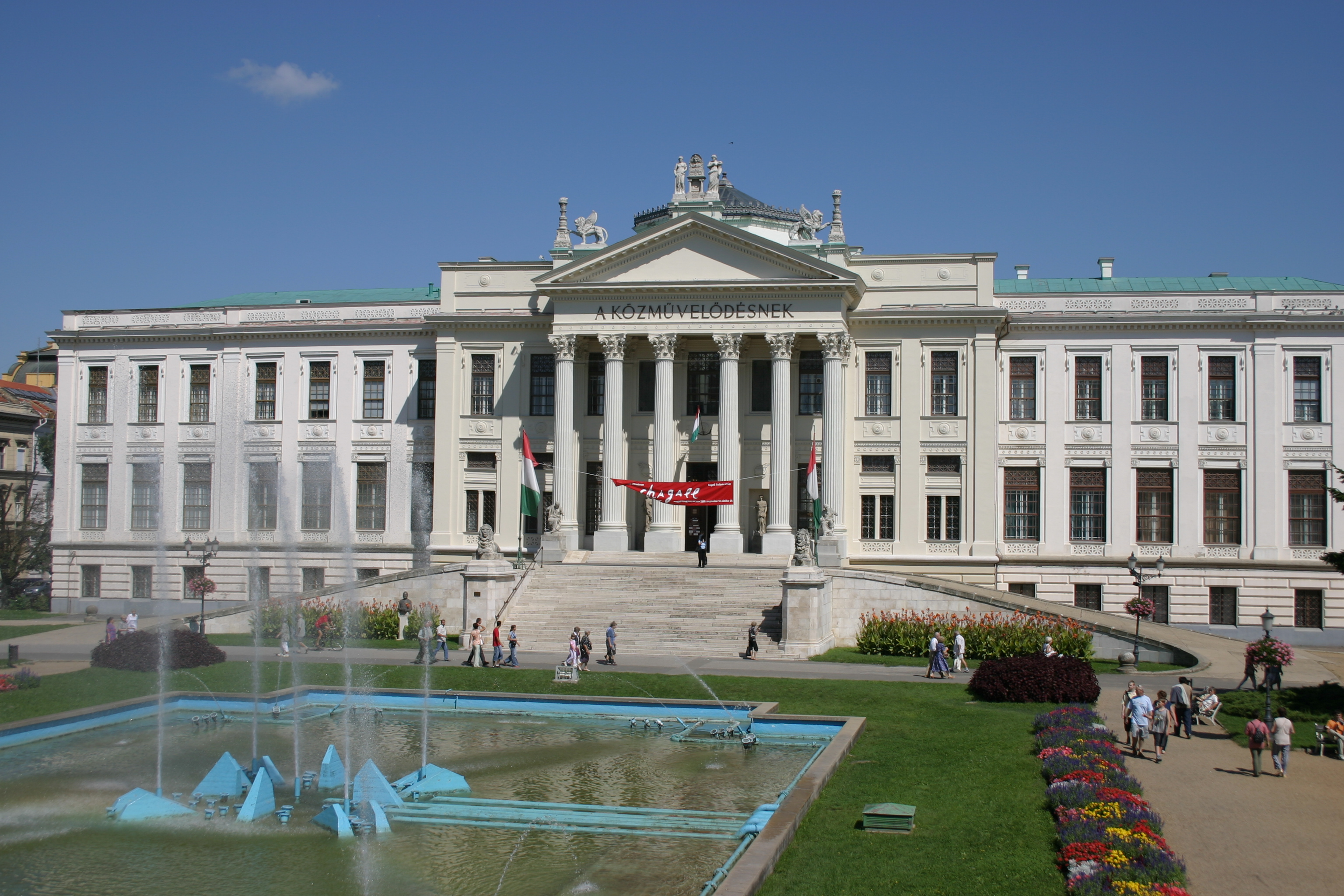
Móra Ferenc Múzeum. Épült 1896-ban Steinhardt & Láng tervei alapján
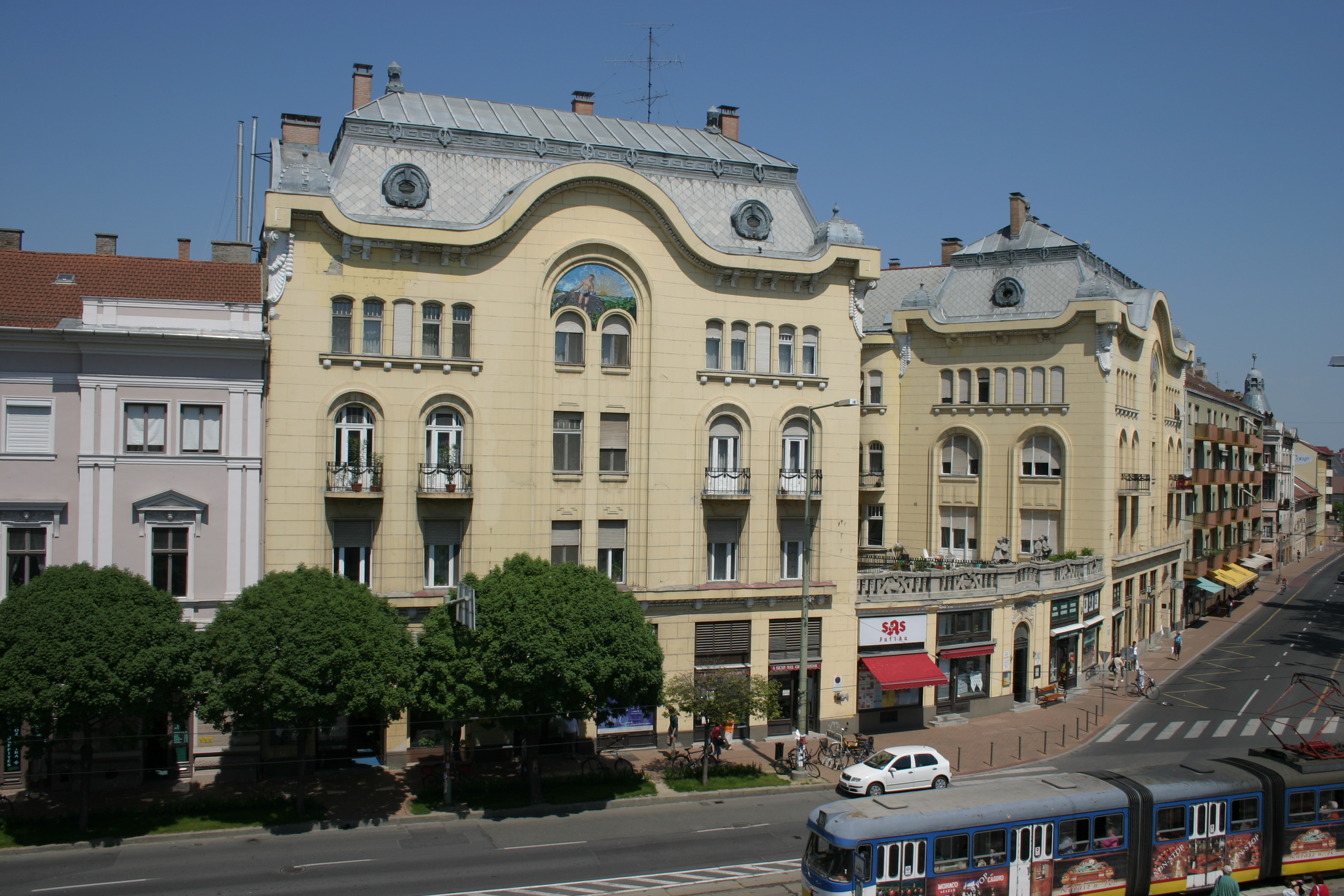
Református palota. Magyar Ede tervezte szecessziós stílusban (1912)
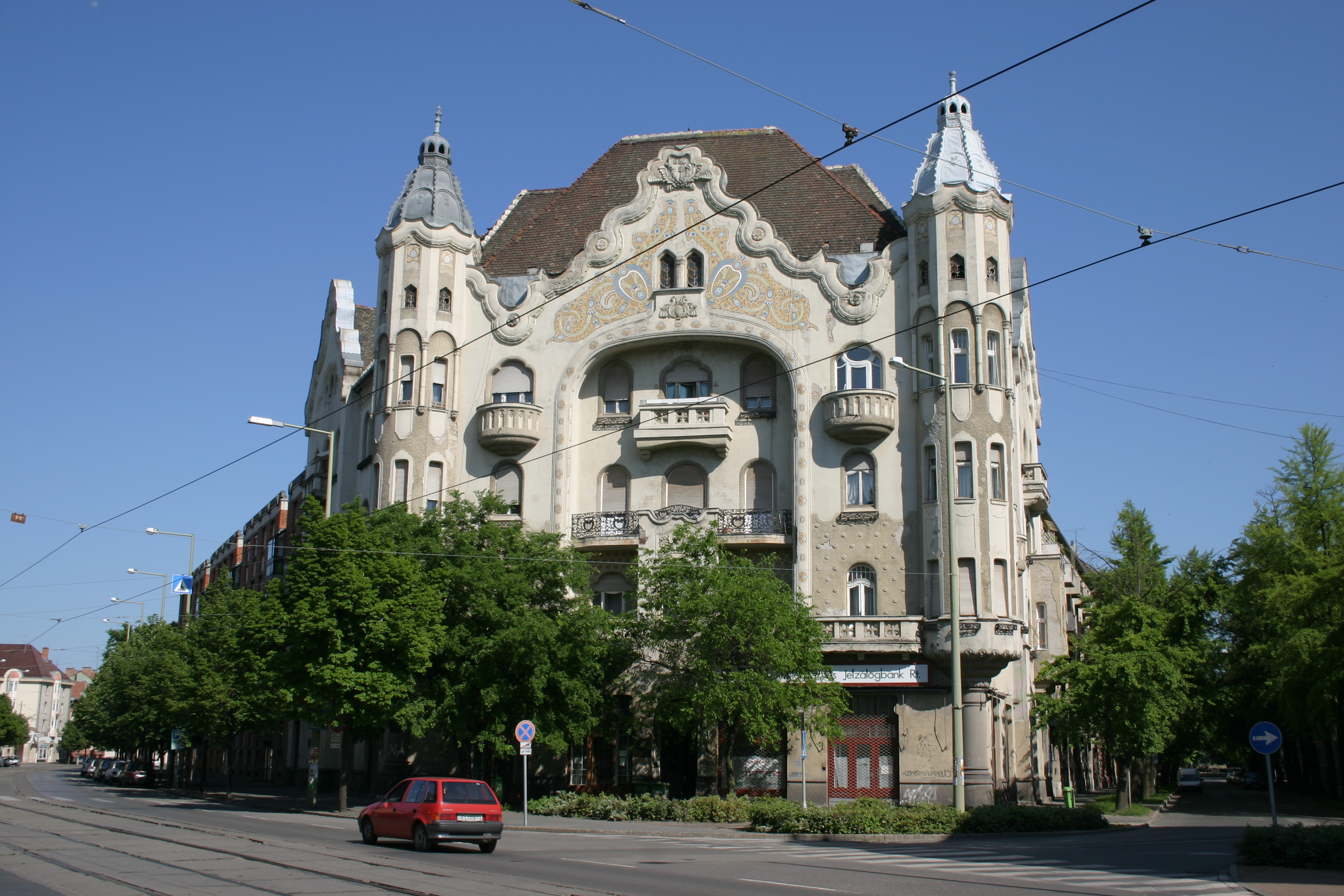
Gróf palota szecessziós stílusban. Tervezte Raichle J. Ferenc (1913)
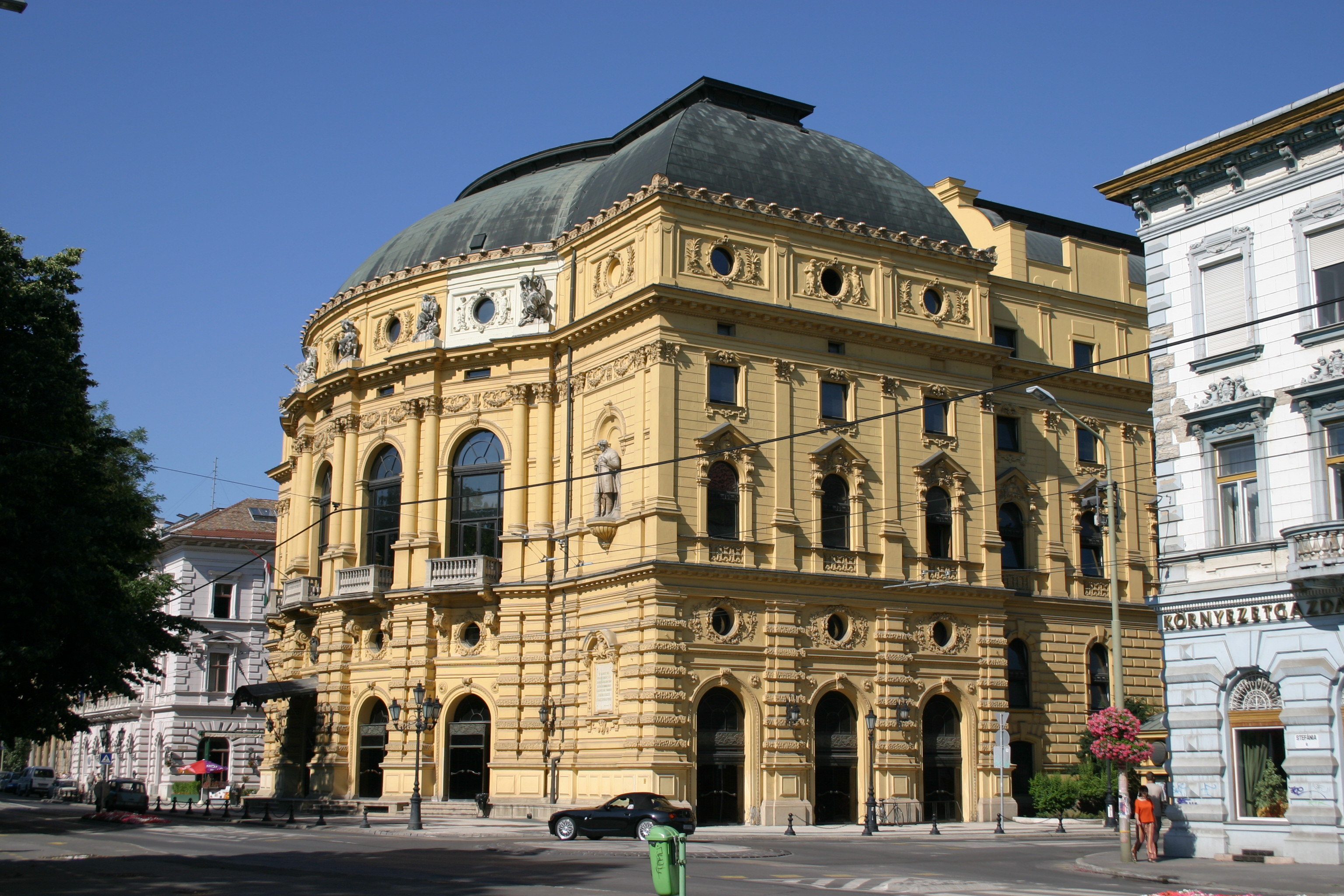
Szegedi Nemzeti Színház, épült 1886-ban. Tervezte a Fellner & Hellmer cég
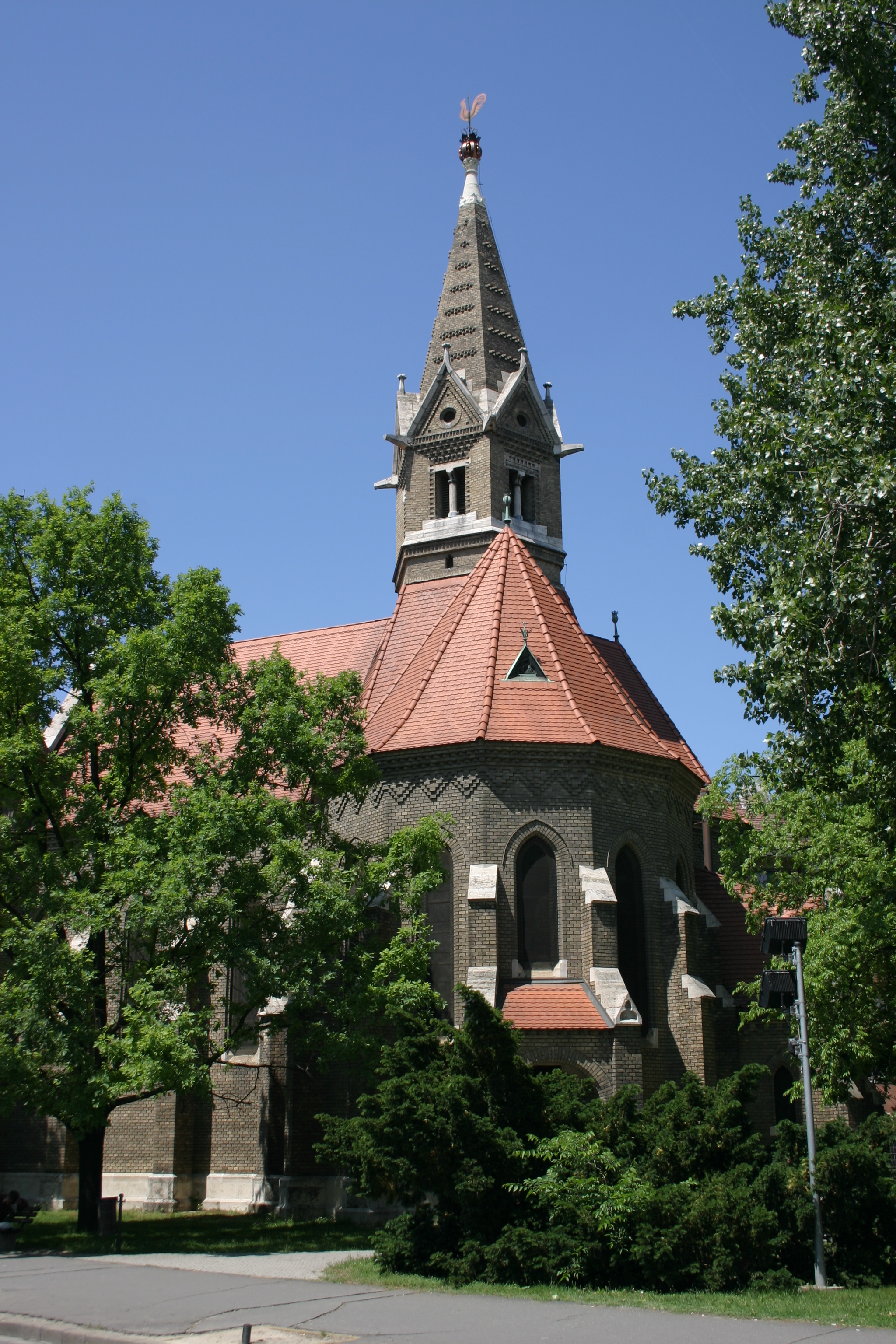
Református templom. Tervezte Schulek Frigyes (1884)
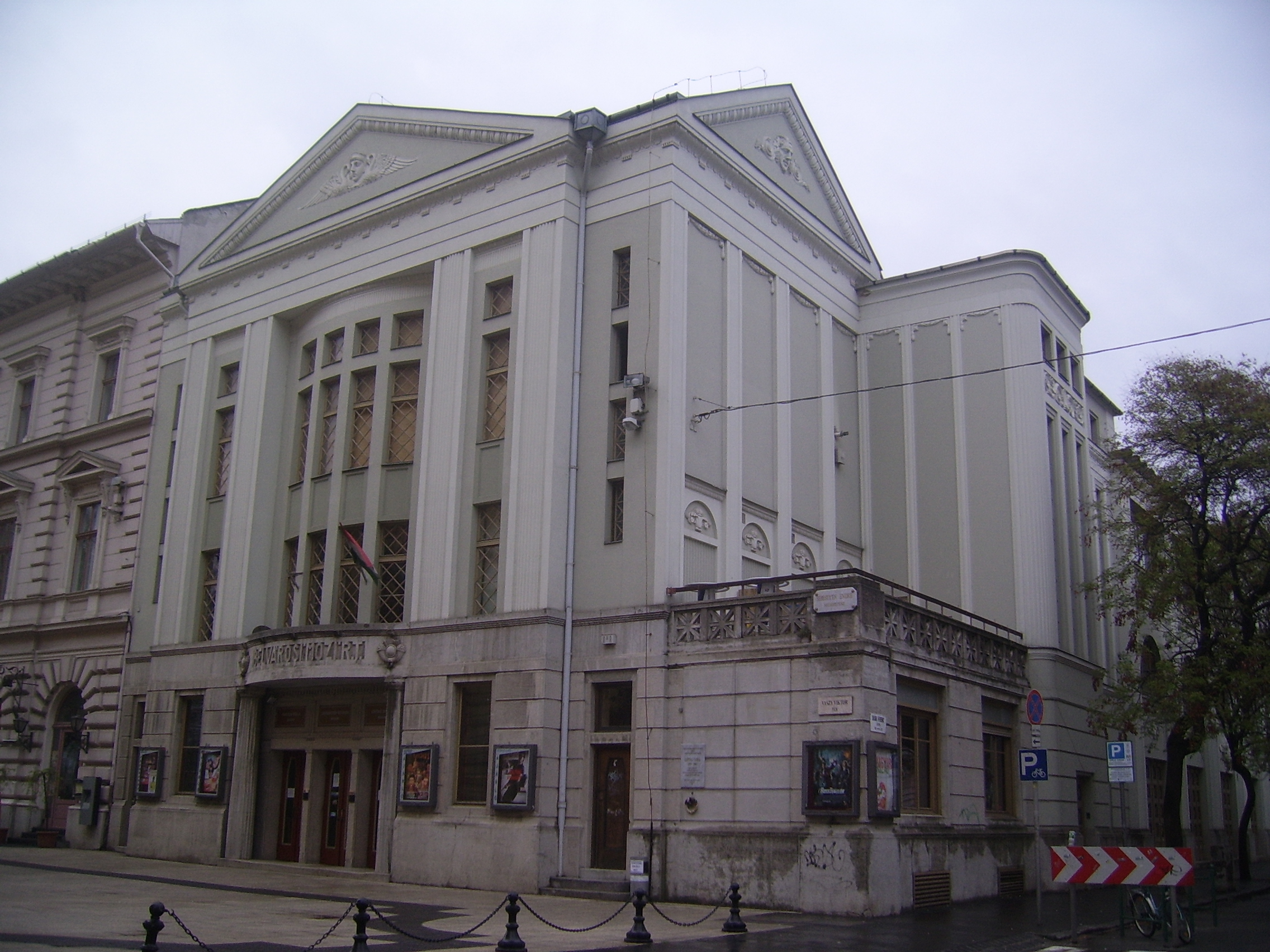
A Belvárosi Mozi épülete 2012 tavaszán